# Residualvolumen
Residualvolumen (RV) er den luftmængde, som findes i lungerne efter forceret ekspiration, dvs den mængde luft som det er fysisk umuligt at udånde. FRC = functional residual capacity dækker over residualvolumen og den ekspiratoriske reservevolumen, det er den mængde luft der er tilbage i lungerne efter afslutning af normal ekspiration, dvs. i lungernes hvilestilling.